# (26761) Stromboli
(26761) Stromboli (2033 P-L) – planetoida z pasa głównego asteroid okrążająca Słońce w ciągu 8 lat w średniej odległości 4 j.a. Odkryta 24 września 1960 roku.